# Kodumbalur
Kodumbalur ist ein ca. 5.500 Einwohner zählendes Dorf im indischen Bundesstaat Tamil Nadu. Ungefähr 1 km südlich des Ortes stehen mehrere bedeutende Tempel.

## Lage
Kodumbalur liegt in einer Höhe von 145 m ca. 100 km (Fahrtstrecke) nordöstlich von Madurai bzw. 35 km südwestlich von Tiruchirapalli. Das Klima ist tropisch warm; Regen fällt eigentlich nur in den Monsunmonaten Juli bis November.

## Bevölkerung
Die Einwohner des Ortes sind ganz überwiegend Hindus; andere Glaubensgemeinschaften spielen unter der Landbevölkerung Südindiens kaum eine Rolle. Der weibliche Bevölkerungsanteil ist – wie oft in Südindien – um ca. 7 % höher als der männliche.

## Wirtschaft
Im Umland des Dorfes wird Feldwirtschaft und auch etwas Viehzucht (Hühner) betrieben; im Ort selbst gibt es auch einige Tagelöhner.

## Geschichte
Vom 9. bis zum 12. Jahrhundert herrschte in der Region die nicht unbedeutende Dynastie der Irrukuvel, die lange Zeit Vasallen der von Kanchipuram aus regierenden Pallavas waren, deren Reich jedoch seit etwa 850 n. Chr. allmählich von den wiedererstarkenden Chola okkupiert wurde. Wer die Auftraggeber der Tempel waren, ist unklar.

## Sehenswürdigkeiten

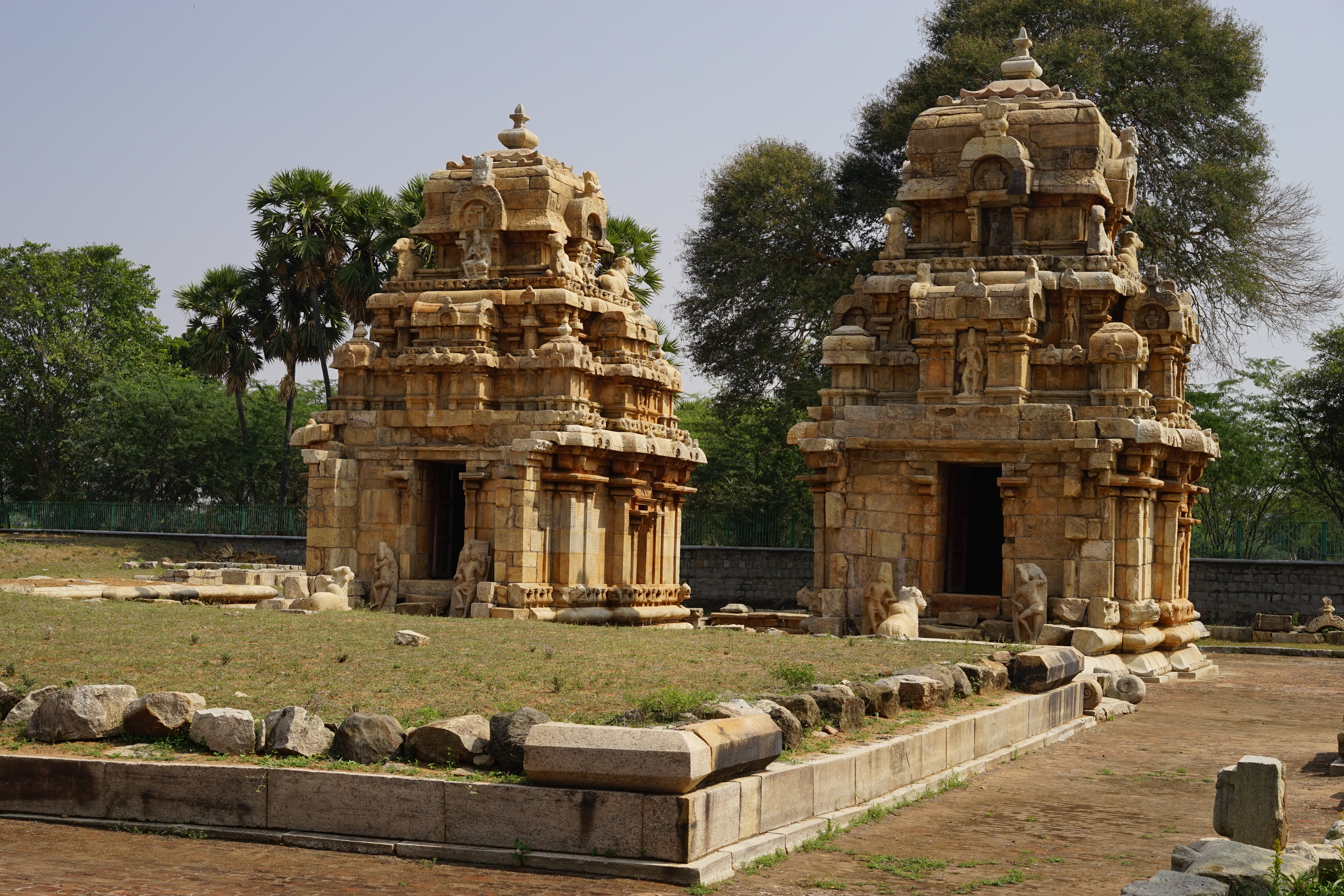
Muvar- und Aivar-Koil-Tempel

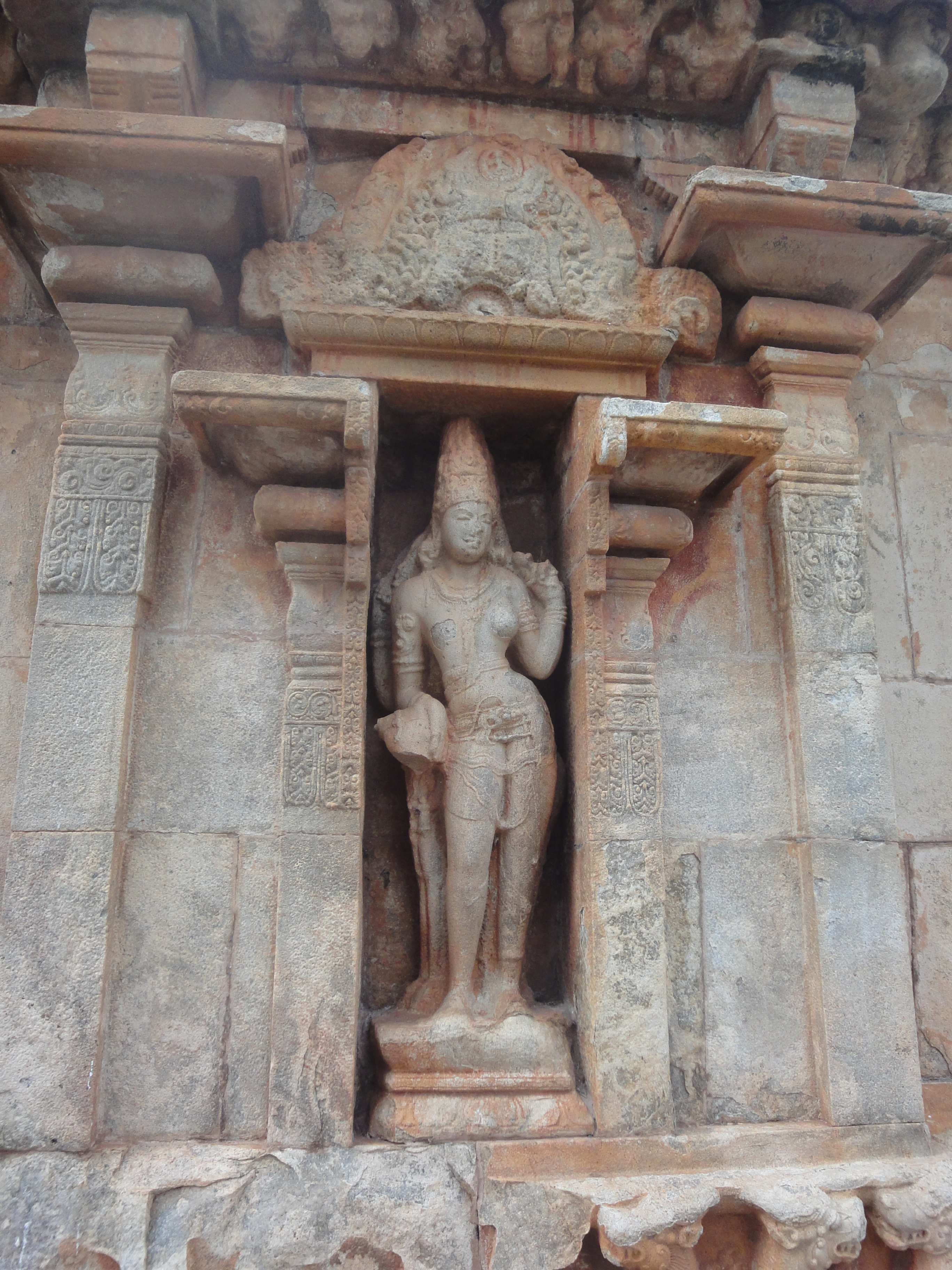
Ardhanarishvara

- Die beiden zumeist in die zweite Hälfte des 9. Jahrhunderts datierten Tempel (Muvar Koil und Aivar Koil) stehen nebeneinander; auf den ersten Blick erscheinen sie wie Zwillingsbauten, doch bei näherem Hinsehen werde kleine Unterschiede deutlich. Vor beiden Tempeleingängen liegt jeweils ein steinerner Nandi-Bulle, sodass beide Tempel dem Hindu-Gott Shiva geweiht waren. Während die Außenwände der Tempel nur ansatzweise durch figurengeschmückte Mittelnischen und seitliche Pilaster gegliedert sind (siehe ratha), beeindrucken die horizontal gestuften Dächer durch kleine geschlossenen Eck-Chhatris und größere Mittelbauten sowie durch weitere Nandi-Bullen. Sie schließen nach oben mit einer Art „Kissenkuppel“ ab, deren Fronten von kudu-Blendfenstern geschmückt sind; die Spitze bildet jeweils ein kalasha-Krug. Alle Figuren stammen aus dem shivaitischen Götterkreis.
- Links der beiden Tempel existierte ehemals ein – wahrscheinlich gleich dimensionierter – weiterer Bau, von dem nur noch die Grundmauern und ein Nandi-Bulle erhalten sind.
- Eine große Plattform vor den Tempeln war ehemals wohl eine seitlich offene Vorhalle (mandapa).
- Einige Steine der Außenwände tragen Inschriften.
- Auf dem Gelände befindet sich auch ein Stufenbrunnen.

Umgebung
- Ca. 1 km westlich des Ortes und umgeben von einer Buschlandschaft steht der Muchukundesvara-Tempel, ein Shiva-Tempel aus dem beginnenden 10. Jahrhundert mit einer seitlich offenen Vorhalle. Ein kleiner seitlich offener Nandi-Schrein befindet sich unmittelbar davor.